# Светско првенство у пливању 2015 — 400 м слободно за жене
Такмичење у пливању у дисциплини 400 метара слободним стилом за жене на Светском првенству у пливању 2015. одржано је 2. августа са квалификацијама у јутарњем, и финалом у вечерњем делу програма, а као део програма Светског првенства у воденим спортовима. Трке су се одржавале у базену Казањске арене у граду Казању (Русија).
За трке је било пријављено укупно 49 такмичарки из 43 земље.
Титулу светске првакиње из 2013. са успехом је одбранила америчка пливачица Кејти Ледеки која је убедљиво славила у обе трке, а у финалној трци је остварила време новог рекорда светских првенстава у времену од 3:59,13 минута. Сребрну медаљу освојила је Шарон ван Рувендал из Холандије, док је бронзана медаља припала Аустралијанки Џесики Ешвуд.
Репрезентативка Србије Катарина Симоновић наступила је у квалификацијама где је са временом од 4:20,94 минута заузела 35. место и није се пласирала у финале.

## Освајачи медаља
|                    | Резултат |                          | Резултат |                    | Резултат |
|                    |          |                          |          |                    |          |
| Кејти Ледеки (USA) | 3:59,13  | Шарон ван Рувендал (NED) | 4:03,02  | Џесика Ешвуд (AUS) | 4:03,34  |

## Званични рекорди
Пре почетка такмичења званични свестки рекорд и рекорд шампионата у овој дисциплини су били следећи:
| Рекорд                     | Име                      | Резултат | Место                    | Датум            |
| -------------------------- | ------------------------ | -------- | ------------------------ | ---------------- |
| Светски рекорд             | Кејти Ледеки (USA)       | 3:58,37  | Гоулд Коуст (Аустралија) | 23. август 2014. |
| Рекорд светских првенстава | Федерика Пелегрини (ITA) | 3:59,15  | Рим (Италија)            | 26. јул 2009.    |

У финалу Кејти Ледеки је поставила нови рекорд светских првенстава:
| Датум     | Трка   | Пливачица    | Репрезентација | Резултат | Тип рекорда |
| --------- | ------ | ------------ | -------------- | -------- | ----------- |
| 2. август | Финале | Кејти Ледеки | САД            | 3:59,13  | РСП         |

## Земље учеснице
За трке на 400 метара слободним стилом било је пријављено укупно 49 такмичарки из 43 земље, а свака од земаља могла је да пријави максимално две такмичарке по утрци.
| - Антигва и Барбуда (1) - Аруба (1) - Аустралија (2) - Аустрија (1) - Барбадос (1) - Бразил (1) - Велика Британија (1) - Венецуела (1) - Гватемала (1) - Доминиканска Република (1) - Еквадор (1) | - Италија (2) - Јапан (1) - Јужна Кореја (1) - Канада (1) - Кина (2) - Колумбија (1) - Костарика (1) - Куба (1) - Либан (1) - Лихтенштајн (1) - Луксембург (1) | - Мађарска (1) - Малезија (1) - Немачка (2) - Нови Зеланд (2) - Обала Слоноваче (1) - Перу (1) - Русија (1) - Сан Марино (1) - Северна Маријанска Острва (1) - Сингапур (1) - САД (2) | - Словенија (1) - Србија (1) - Тајланд (1) - Турска (1) - Француска (1) - Холандија (1) - Хондурас (1) - Чешка (1) - Швајцарска (1) - Шпанија (1) |

## Квалификације
У квалификацијама се пливало у 5 квалификационих група са по 10 такмичарки у свакој од група, изузев прве групе у којој је наступило девет девојака. Пласман у финале обезбедило је 8 такмичарки који су у квалификацијама оствариле најбоља времена.
Квалификационе трке пливане су 2. августа у јутарњем делу програма, са почетком у 11:03 по локалном времену.
| ПЛ. | Трка | Стаза | Пливач                | Репрезентација            | Време   | Нап. |
| --- | ---- | ----- | --------------------- | ------------------------- | ------- | ---- |
| 1.  | 5    | 4     | Кејти Ледеки          | САД                       | 4:01,73 | КВ   |
| 2.  | 5    | 6     | Џесика Ешвуд          | Аустралија                | 4:04,47 | КВ   |
| 3.  | 5    | 5     | Шарон ван Раувендал   | Холандија                 | 4:05,02 | КВ   |
| 4.  | 4    | 5     | Лорин Бојл            | Нови Зеланд               | 4:05,53 | КВ   |
| 5.  | 5    | 7     | Богларка Капаш        | Мађарска                  | 4:06,21 | КВ   |
| 6.  | 4    | 4     | Џазмин Крлин          | Велика Британија          | 4:07,15 | КВ   |
| 6.  | 4    | 6     | Дилета Карли          | Италија                   | 4:07,15 | КВ   |
| 8.  | 5    | 1     | Меланија Коста        | Шпанија                   | 4:07,58 | КВ   |
| 9.  | 5    | 3     | Сијера Ранџ           | САД                       | 4:07,97 |      |
| 10. | 4    | 9     | Ања Клинар            | Словенија                 | 4:08,57 |      |
| 11. | 5    | 8     | Шао Јивен             | Кина                      | 4:08,93 |      |
| 12. | 4    | 1     | Сара Келер            | Немачка                   | 4:09,21 |      |
| 13. | 5    | 2     | Цао Јуе               | Кина                      | 4:09,60 |      |
| 14. | 4    | 3     | Корали Балми          | Француска                 | 4:09,68 |      |
| 15. | 4    | 8     | Андреина Пинто        | Венецуела                 | 4:09,75 |      |
| 16. | 3    | 5     | Мануела Лиријо        | Бразил                    | 4:10,57 | НР   |
| 17. | 4    | 2     | Аличе Мицау           | Италија                   | 4:10,92 |      |
| 18. | 3    | 4     | Арина Опјонишева      | Русија                    | 4:11,71 |      |
| 19. | 5    | 9     | Јохана Фридрих        | Немачка                   | 4:12,09 |      |
| 20. | 4    | 0     | Чихиро Игараши        | Јапан                     | 4:13,43 |      |
| 21. | 4    | 7     | Лија Нил              | Аустралија                | 4:13,98 |      |
| 22. | 5    | 0     | Емили Оверхолт        | Канада                    | 4:14,45 |      |
| 23. | 3    | 7     | Јулија Хаслер         | Лихтенштајн               | 4:14,51 |      |
| 24. | 2    | 1     | Марија Алварез        | Колумбија                 | 4:14,60 |      |
| 25. | 3    | 8     | Моник Оливије         | Луксембург                | 4:15,24 |      |
| 26. | 3    | 2     | Јо Хјун-ју            | Јужна Кореја              | 4:15,39 |      |
| 27. | 2    | 6     | Мартина ван Беркел    | Швајцарска                | 4:15,83 |      |
| 28. | 3    | 3     | Ема Робинсон          | Нови Зеланд               | 4:16,43 |      |
| 29. | 3    | 1     | Клаудија Хуфнагл      | Аустрија                  | 4:17,14 |      |
| 30. | 2    | 7     | Мартина Елхеницка     | Чешка                     | 4:18,57 |      |
| 31. | 2    | 2     | Ку Цај Лин            | Малезија                  | 4:18,75 |      |
| 32. | 2    | 4     | Андреа Седрон         | Перу                      | 4:18,96 |      |
| 33. | 2    | 3     | Рејчел Ценг           | Сингапур                  | 4:19,97 |      |
| 34. | 3    | 6     | Саманта Аревало       | Еквадор                   | 4:20,47 |      |
| 35. | 2    | 0     | Катарина Симоновић    | Србија                    | 4:20,94 |      |
| 36. | 2    | 5     | Елисбет Гамез         | Куба                      | 4:21,36 |      |
| 37. | 2    | 8     | Мерве Ероглу          | Турска                    | 4:24,77 |      |
| 38. | 1    | 5     | Данијела ван ден Берг | Аруба                     | 4:24,79 |      |
| 39. | 3    | 0     | Габријела Сантис      | Гватемала                 | 4:25,92 |      |
| 40. | 1    | 2     | Елена Морено          | Костарика                 | 4:26,87 |      |
| 41. | 1    | 4     | Лани Кабрера          | Барбадос                  | 4:28,31 |      |
| 42. | 1    | 3     | Елена Ђованини        | Сан Марино                | 4:29,40 |      |
| 43. | 1    | 6     | Сара Пастрана         | Хондурас                  | 4:32,58 |      |
| 44. | 2    | 9     | Талита Те Флан        | Обала Слоноваче           | 4:32,72 |      |
| 45. | 1    | 7     | Габријела Дуи         | Либан                     | 4:35,09 |      |
| 46. | 3    | 9     | Бањапорн Срипамоторн  | Тајланд                   | 4:36,55 |      |
| 47. | 1    | 1     | Аријана Сана          | Доминиканска Република    | 4:39,87 |      |
| 48. | 1    | 0     | Викторија Ченцова     | Северна Маријанска Острва | 4:44,15 |      |
| 49. | 1    | 8     | Макаела Холовчак      | Антигва и Барбуда         | 4:47,77 |      |

Напомена: КВ - квалификација; НР - национални рекорд

## Финале
Финална трка пливана је 2. августа у вечерњем делу програма, са почетком у 18:23 по локалном времену.
| ПЛ. | Стаза | Пливач             | Репрезентација   | Време   | Нап. |
| --- | ----- | ------------------ | ---------------- | ------- | ---- |
|     | 4     | Кејти Ледеки       | САД              | 3:59,13 | РСП  |
| 2   | 3     | Шарон ван Рувендал | Холандија        | 4:03,02 | НР   |
| 3   | 5     | Џесика Ешвуд       | Аустралија       | 4:03,34 | ОКР  |
| 4.  | 7     | Џазмин Карлин      | Велика Британија | 4:03,74 |      |
| 5.  | 6     | Лорин Бојл         | Нови Зеланд      | 4:04,38 |      |
| 6.  | 8     | Меланија Коста     | Шпанија          | 4:06,50 |      |
| 7.  | 1     | Дилета Карли       | Италија          | 4:07,30 |      |
| 8.  | 2     | Богларка Капаш     | Мађарска         | 4:08,22 |      |

Напомена: РСП - рекорд светских првенстава; НР - национални рекорд; ОКР - рекорд Океаније